# Пионер 5
Пионер 5 (също познат като 1960 Алфа 1, Пионер V, Пионер Р-2 и Тор Ейбъл 4) е стабилизирана космическа сонда на НАСА от програмата Пионер използвана за изследване на междупланетното пространство между орбитите на Земята и Венера. Изстрелян е на 11 март 1960 от Военновъздушния комплекс Кейп Канаверъл площадка 17а в 13:00:00 UTC с чиста маса в орбита от 43 кг. Едно от постиженията на кораба е потвърждението на съществуването на междупланетно магнитно поле. Пионер 5 е единствената успешна мисия от мисиите Пионер/Ейбъл.